# Sciara approximata
Sciara approximata är en tvåvingeart som beskrevs av Frederick Askew Skuse 1888. Sciara approximata ingår i släktet Sciara och familjen sorgmyggor. Inga underarter finns listade i Catalogue of Life.